# Famille Bourdon de Gramont
La famille Bourdon de Gramont, parfois  Bourdon de Grammont, autrefois Bourdon, est une famille éteinte de la noblesse française, originaire de Normandie, anoblie en 1592. Elle a donné  notamment des officiers de terre et de mer, un gouverneur du Sénégal en 1846.
La famille noble Bourdon de Gramont s'est éteinte au XIXe siècle en ligne légitime. Une descendance en ligne féminine et naturelle non reliée par des sources porte depuis le XIXe siècle le nom Debourdon de Gramont.

## Histoire
La filiation suivie de la famille Bourdon remonte à Pierre Bourdon, marchand et bourgeois de Caen, mort en 1481,,,, qui laissa quatre fils,.
Son descendant à la quatrième génération, Guillaume Bourdon, sieur de Roquereuil (fief à Verson), contrôleur général des finances de la généralité de Caen, né vers 1549 et marié en 1577 à Antoinette Ribault fut anobli, tant en raison de ses services que de son alliance avec la famille Ribault, prétendument descendante d'un frère de Jeanne d'Arc, par lettres patentes du roi Henri IV données au camp de Senlis en juin 1592, qu’il fit vérifier le 23 janvier 1593 en la Chambre des comptes de Normandie,.
Guillaume Bourdon eut deux fils : Charles Bourdon, sieur de la Rivière et Guillaume Bourdon, conseiller au présidial de Caen, dont les enfants furent maintenus dans leur noblesse le 4 mars 1671 par jugement de Chamillart, intendant de Caen, en raison des lettres d'anoblissement accordées à leur grand-père.
Charles Bourdon, l'aîné († en 1666) épousa Marie de Vendes dont il eut onze enfants, sa descendance ne tarda pas à s'éteindre. Son frère Guillaume Bourdon, marié en 1622 à Jeanne du Buisson fut l'auteur de la branche Bourdon de Grammont.
Thomas Bourdon, écuyer, fit enregistrer ses armoiries en 1697 par d'Hozier.
Roger Bourdon de Gramont (né le 28 novembre 1834 à Toulon) n'eut pas de postérité de son mariage en 1864 avec Stéphanie de Saint-Chamans (1841-1871).
La famille Bourdon de Gramont s'est éteinte au XIXe siècle.

## Descendance en ligne féminine
Une descendance en ligne féminine et naturelle  dont le rattachement n'est pas clairement identifié porte depuis le XIXe siècle le nom Debourdon de Gramont,.
Bathilde Alice de Bourdon de Gramont, receveuse des postes à Paris, morte à Paris 10e le 18 octobre 1874 âgée de 35 ans, indiquée dans son acte de décès « célibataire » et « née à Caen, sans autre renseignement » eut pour fils naturel non reconnu Étienne Debourdon de Gramont, né le 30 décembre 1873 à Saint-Jean-de-Daye,.
Selon le site filae.com, 25 personnes sont nées sous le nom Debourdon de Gramont de 1891 à 1990 (principalement dans la Manche).

## Filiation
Selon Victor-René Hunger (Histoire de Verson 1908) et Gustave Chaix d'Est-Ange (1907), la filiation de la famille Bourdon peut être établie de la manière suivante :
- Pierre Bourdon, bourgeois et marchand de Caen, mort en 1481, il eut 4 fils dont :
  - Pierre Bourdon (dit le jeune) x Marie
    - Jacques Bourdon x Marion de Lestage ou de Lestang
      - Pierre Bourdon, sieur de Roquereuil (né en 1521-1522), échevin de Caen en 1560 x 1545 Jeanne de La Bigne
        - Guillaume Bourdon, sieur de Roquereuil, contrôleur général des finances en la généralité de Caen, marié en 1587 avec Antoinette Ribault
          - Charles Bourdon, sieur de la Rivière x 1609 Marie de Vendes dont une descendance qui ne tarda pas à s'éteindre[2].
          - Guillaume Bourdon sieur de Préfossé, conseiller au présidial de Caen x 1622 Jeanne du Buisson de Courson
            - Claude Bourdon, sieur de Gruchy et de Grandmont, conseiller au présidial de Caen x 1663 Laurence Quirié
              - Augustin Bourdon, sieur de Grandmont (1667-1724), officier au régiment d'Angoumois-infanterie x en 1696 Anne des Essarts
              - Jean fils naturel de sa relation avec de Marguerite Souflard (baptisé le 27 septembre 1694 en la paroisse Saint-Sauveur de Caen)
              - Augustin François Bourdon, sieur de Grandmont (1700-1782), capitaine au Régiment de Berry x 1738 Thérèse Daumesnil
                - Exupère Bourdon de Gramont (1740-1817), capitaine de vaisseau[N 2] x 1798 Césarie de Picquot de Magny
                  - Ernest Bourdon de Gramont (1805-1847), Verson (Calvados), gouverneur du Sénégal en 1846-1847 x 1833  Victoire de Scorailles
                    - Roger Bourdon de Gramont (28-11-1834 à Toulon) x 1864 Stéphanie de Saint-Chamans (1841-1871) dont il n'eut pas de postérité.

                - Claude Augustin Bourdon de Gramont (1744-1830), capitaine de carabiniers x 1768 Marié le 20 décembre 1768 Félicité Bouchard de La Poterie
                  - Claude Augustin Bourdon de Gramont (1772-1795), exécuté le 29 août 1795 à Auray (Morbihan)
                  - Gabriel Auguste Hilaire Bourdon de Gramont (1776-10 novembre 1850 à Château-Gontier)

              - Thomas Bourdon, sieur des Jumeaux (1669) x Marie Angot[22].
                - Macé Bourdon, sieur de Beuville (†1722) x Catherine Perrard[22].
                - Jean-François Bourdon, écuyer, sieur de Préfossé (1681-1702), lieutenant, tué au siège de Venlo[23].
                - Jean-Thomas Bourdon, sieur de Préfossé (1684-1740), sous-lieutenant au régiment de Cambrésis-Infanterie, échevin de Caen en 1736 x 1731 Jeanne Elisabeth Françoise Bourdon. Sans postérité connue[23].

## Personnalités
- Claude Augustin Bourdon de Gramont (1744-1830), officier de marine, émigré à Hambourg. Durant cet exil, il va tenir un journal intime jusqu'à son retour en 1802 sous Napoléon.
- Claude Augustin Bourdon de Gramont (1772-1795), fils du précédent, élève de 1re classe dans la marine, il débarque à Quiberon et est fusillé le 29 août 1795 à Auray.
- Gabriel Auguste Hilaire Bourdon de Gramont (1776-1850) (frère du précédent), officier de marine, combattant chouan, notable de Château-Gontier (Mayenne)[24],[25].
- Ernest Bourdon de Gramont (1805-1847), cousin des précédents, gouverneur du Sénégal de 1846 à 1847[26],[27].

## Propriétés
- La famille Bourdon posséda notamment les fiefs de Roquereuil, Verson, Préfossé, Gramont, Rosel, Gruchy, Brouay, Fontenay-le-Pesnel, etc.
- Maison des Quatrans[28].
- Manoir de la Fontaine à Verson[29].
- Château de Brouay (construit dans la seconde moitié du XVIIIe siècle, par les descendants de Claude Jessé Bourdon).

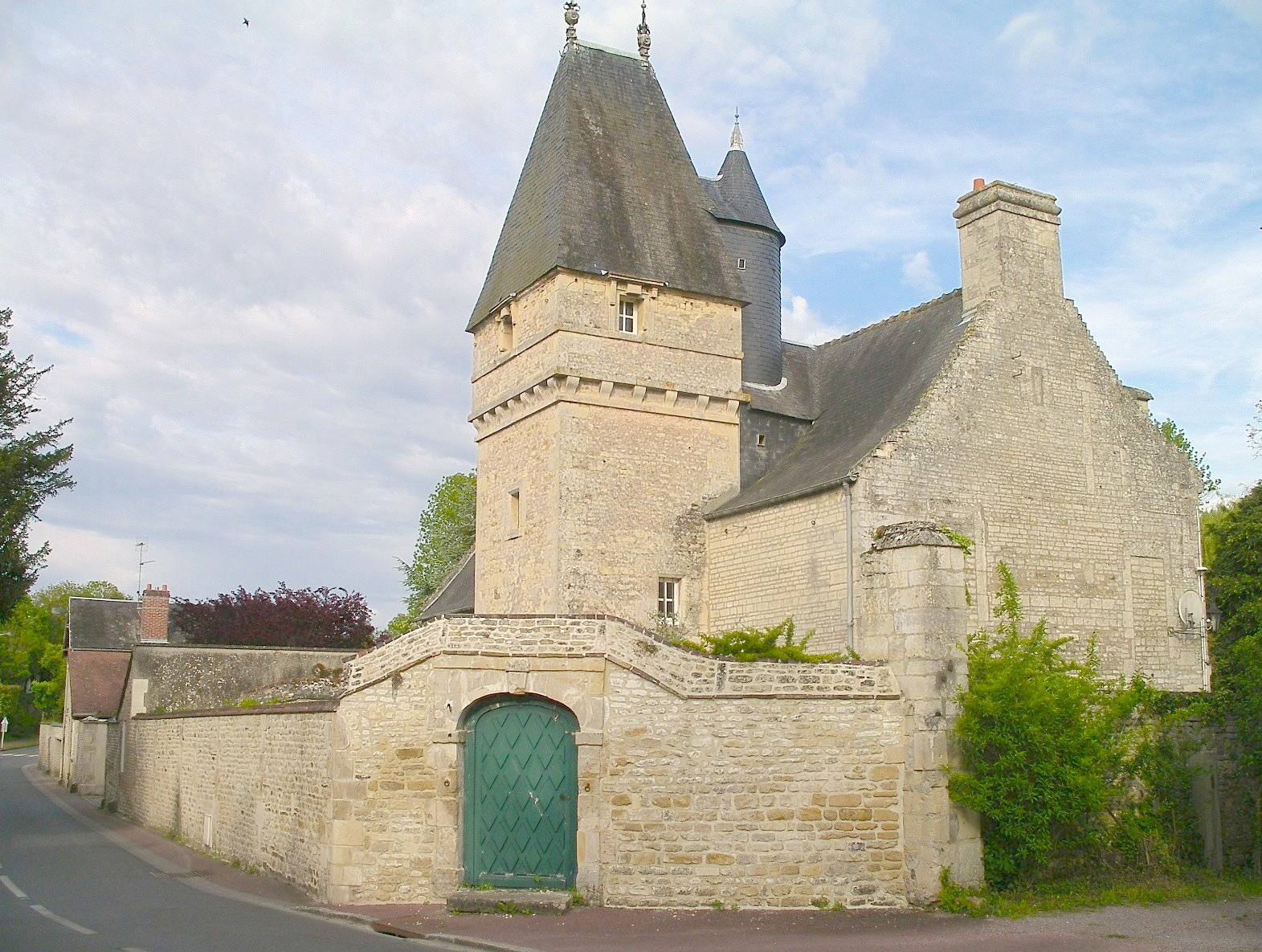
Le manoir de la Fontaine actuel, à Verson, construit à la fin du XVIe siècle par Pierre Bourdon.
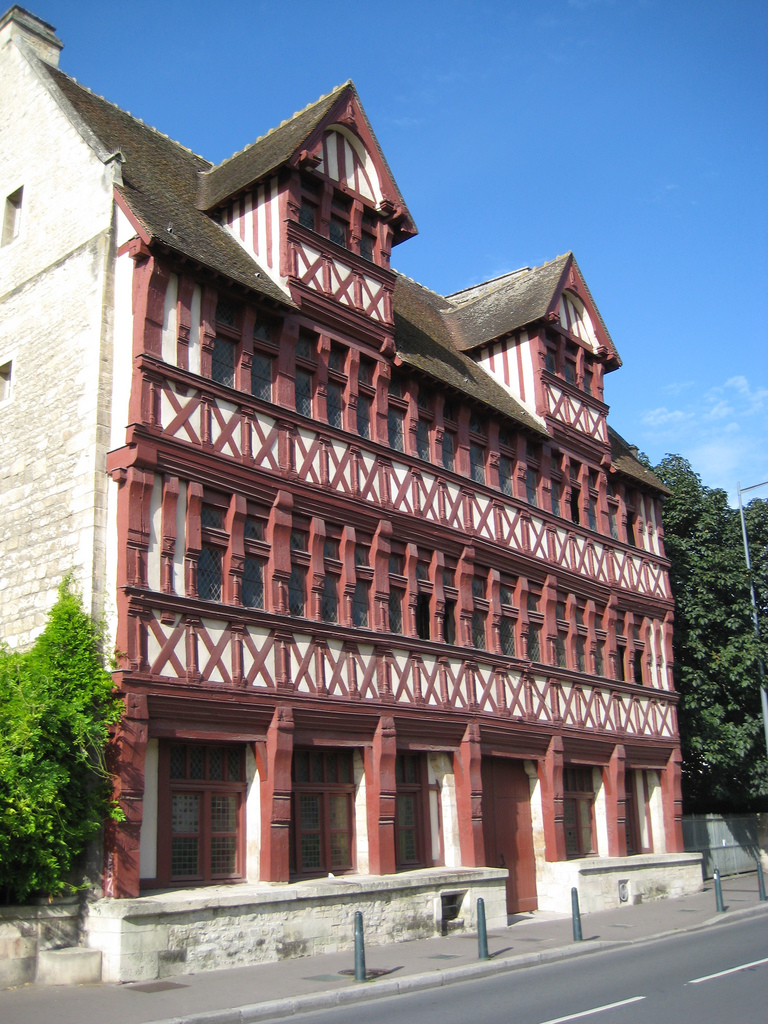
La Maison des Quatrans à Caen, où habite Philippe Bourdon en 1539.

## Armes
- D'azur à deux lions affrontés d'or armés et lampassés de gueules tenant un bourdon de pèlerin aussi d'or.[10],[30],[11].
- La famille de Bourdon de Grammont écartèle quelquefois ces armes avec celles de la famille de Jeanne d'Arc : d'azur à une épée d'argent, garnie d'or férue d'une couronne royale du même et accostée de deux fleurs de lis d'or[10],[11].

## Alliances
Les principales alliances de la famille Bourdon de Gramont sont : Petit de Lestang, de la Bigne (1545) du Buisson de Courson (1624), des Essarts de Montfiquet (1696), Bouchard de la Potherie (1768), Daniel de Grangues (1783), de Quatrebarbes (1791), Picquot de Magny (1798), de Rasilly, de Scorailles-Langeac (1833), de Bonnechose de Vaudecourt (1838), de Saint-Chamans (1864).

## Hommage
Une rue à Verson porte le nom de Rue Bourdon Grammont